# North American B-25

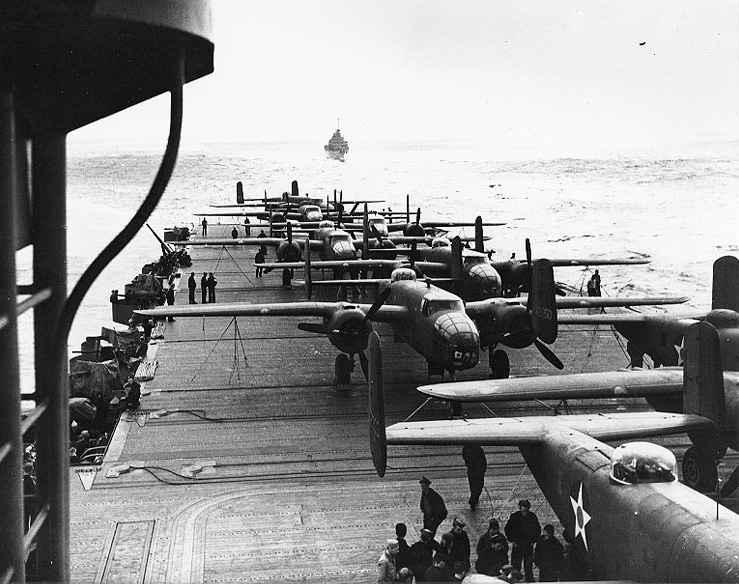
Doolittle Raid: B-25B auf dem Flugzeugträger Hornet

Die North American B-25 „Mitchell“ war ein zweimotoriger mittelschwerer Bomber des US-amerikanischen Herstellers North American Aviation. Der Prototyp mit der Werksbezeichnung NA-62 flog erstmals am 19. August 1940. Im Zweiten Weltkrieg wurden von 1941 bis 1945 insgesamt 9.984 B-25 produziert.
Der Typ erhielt zu Ehren des Generals Billy Mitchell (1879–1936) den Beinamen Mitchell. Die Luftstreitkräfte der USA (USAAF), Großbritanniens, Australiens, Chinas, der Niederlande und der Sowjetunion setzten B-25 ein.
Der wohl bekannteste Einsatz der B-25 war der Angriff von Lieutenant Colonel James „Jimmy“ H. Doolittle auf Tokio, bekannt als Doolittle Raid, der am 18. April 1942 mit 16 B-25B von Bord des Flugzeugträgers Hornet gestartet wurde.
Rund achtzig B-25-Bomber der USAAF wurden im März 1944 bei dem bislang letzten Ausbruch des Vesuv zerstört, als Tephra-Niederschläge auf den Militärflugplatz Pompeii Airfield in Terzigno (Italien) fielen.
Am 28. Juli 1945 kollidierte ein B-25-Bomber wegen eines Navigationsfehlers bei schlechter Sicht mit dem Empire State Building.

## Versionen

### U.S. Army

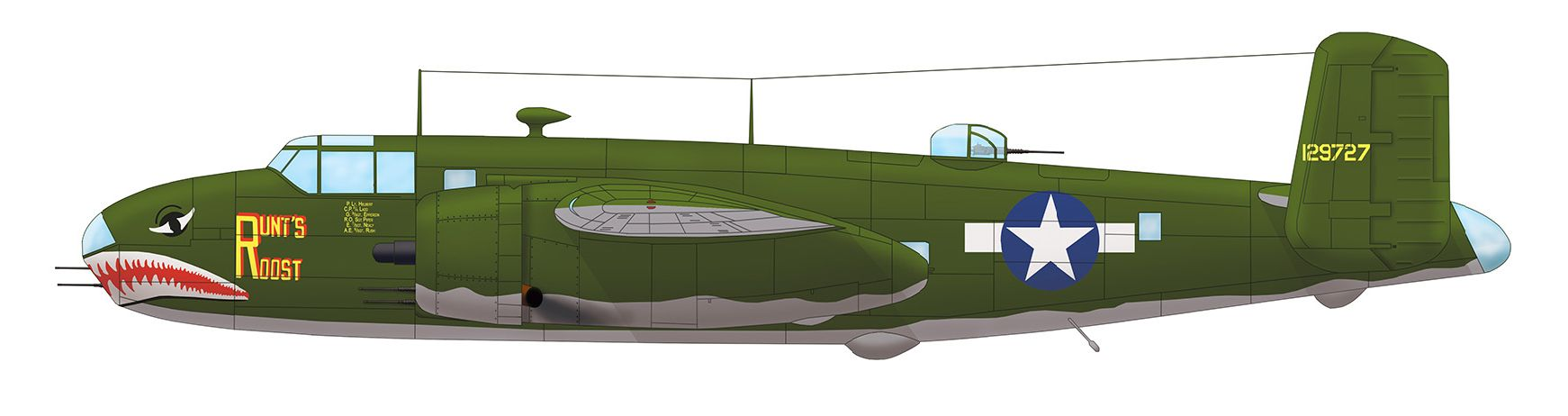
North American B-25C Mitchell, 90. BS, 3. BG(L) USAAF, Dobodura 1943

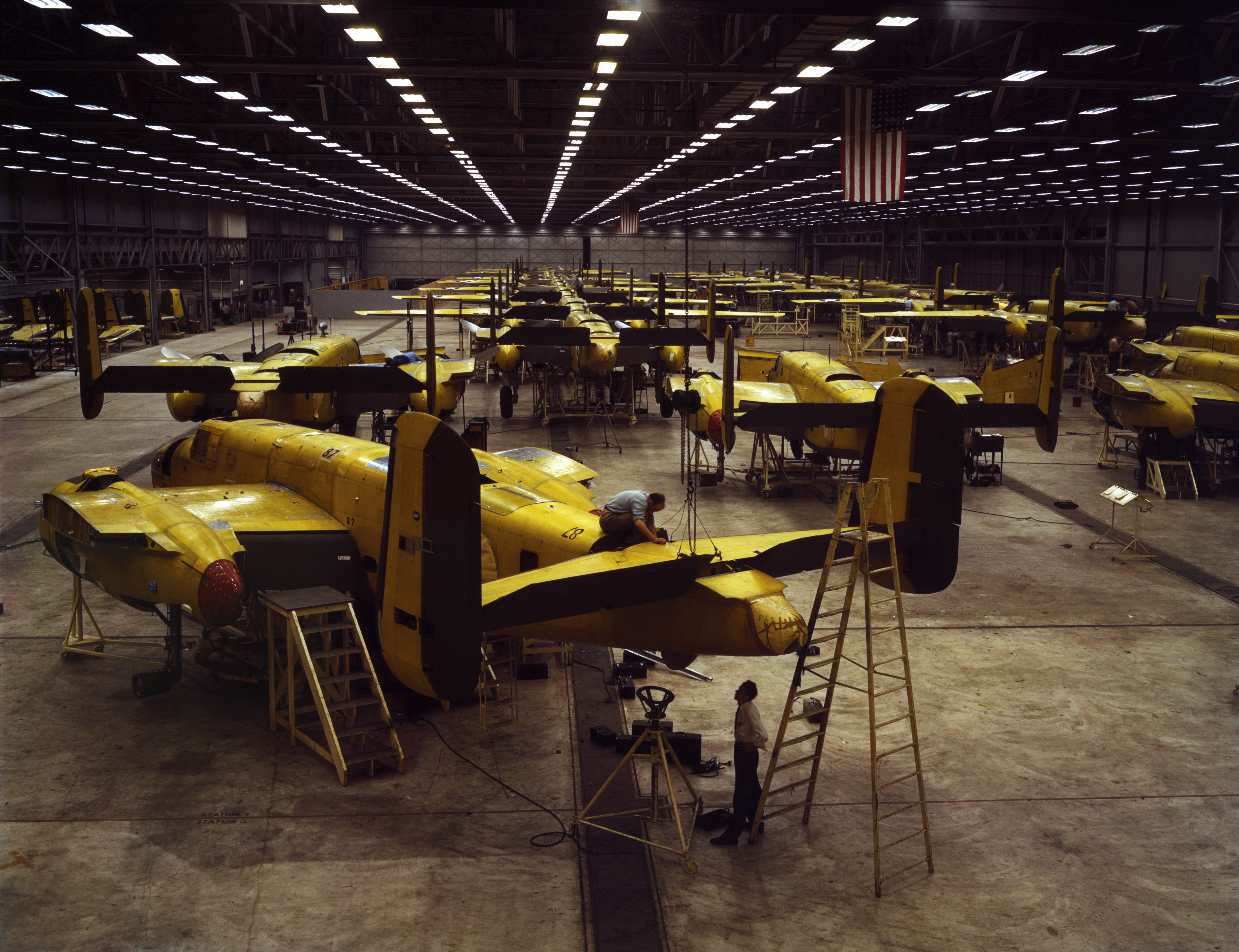
B-25D-Produktion in Kansas City im Oktober 1942

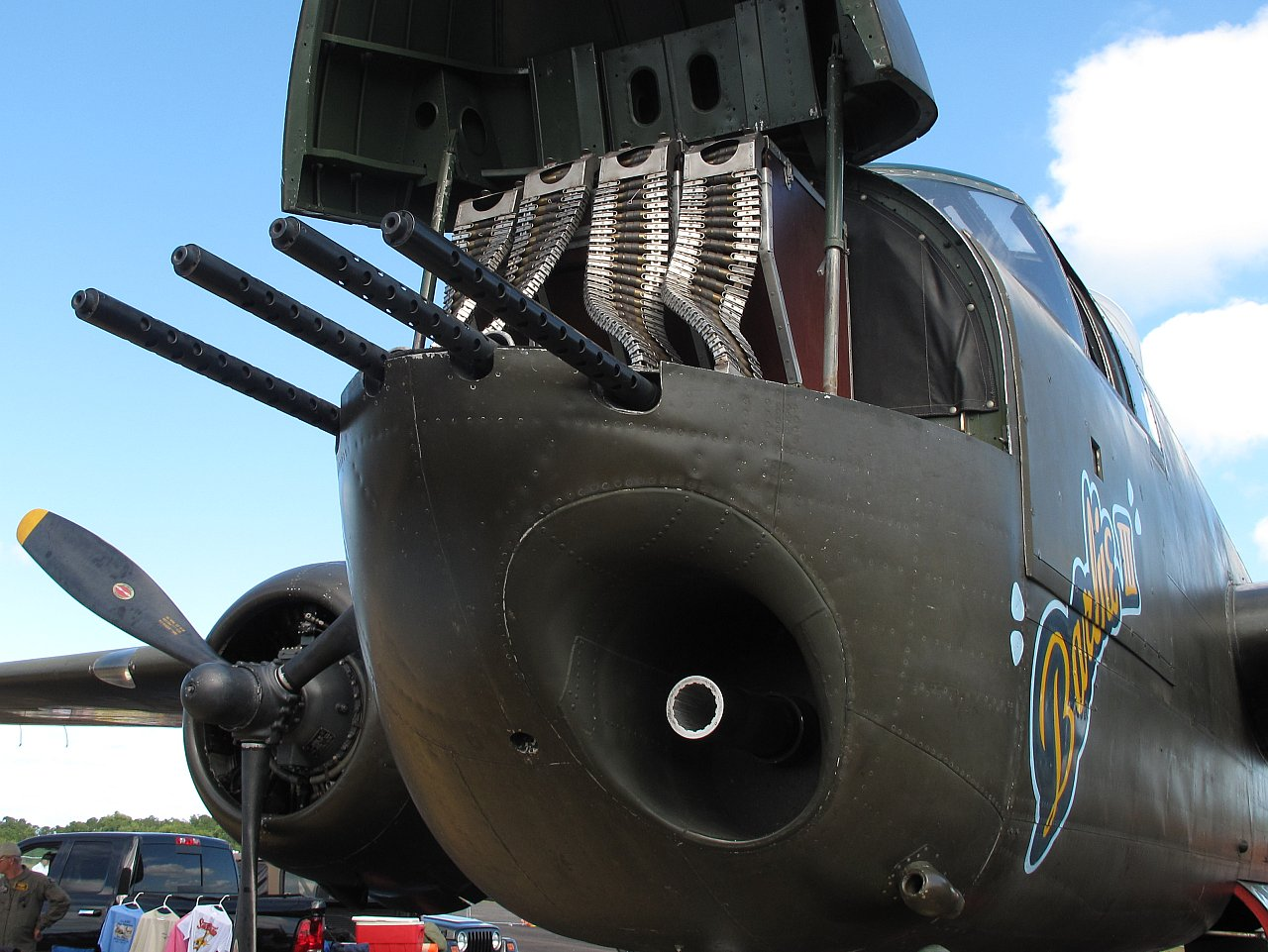
B-25H „Barbie III“ Bugklappe geöffnet, die 4 M2 .50 cal Browning und die Mündung der 75-mm-Kanone sind gut zu erkennen, Stuart airshow 2011

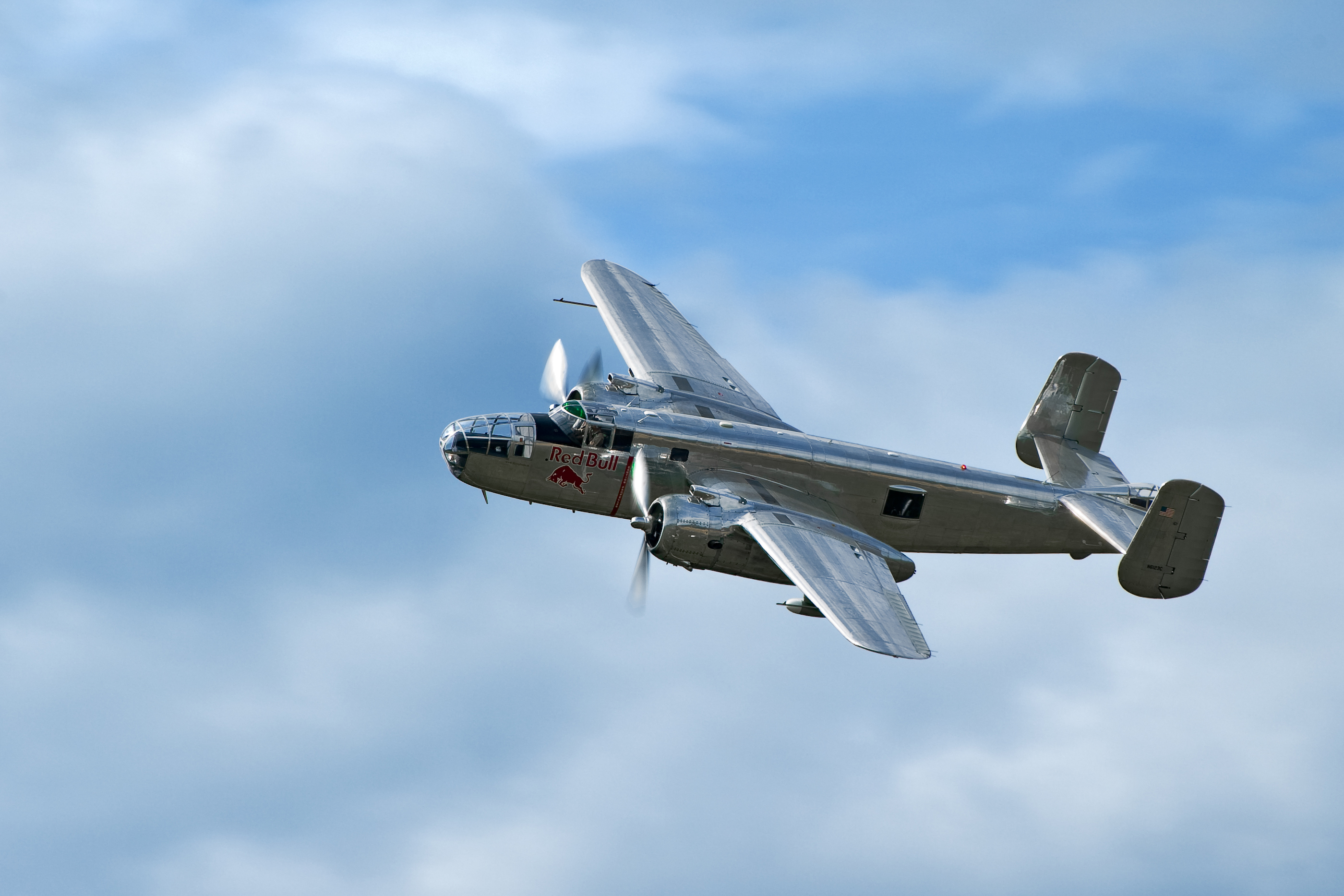
NA B-25J von Flying Bulls mit verglaster Nase im Flug; stationiert im Hangar-7, Salzburg

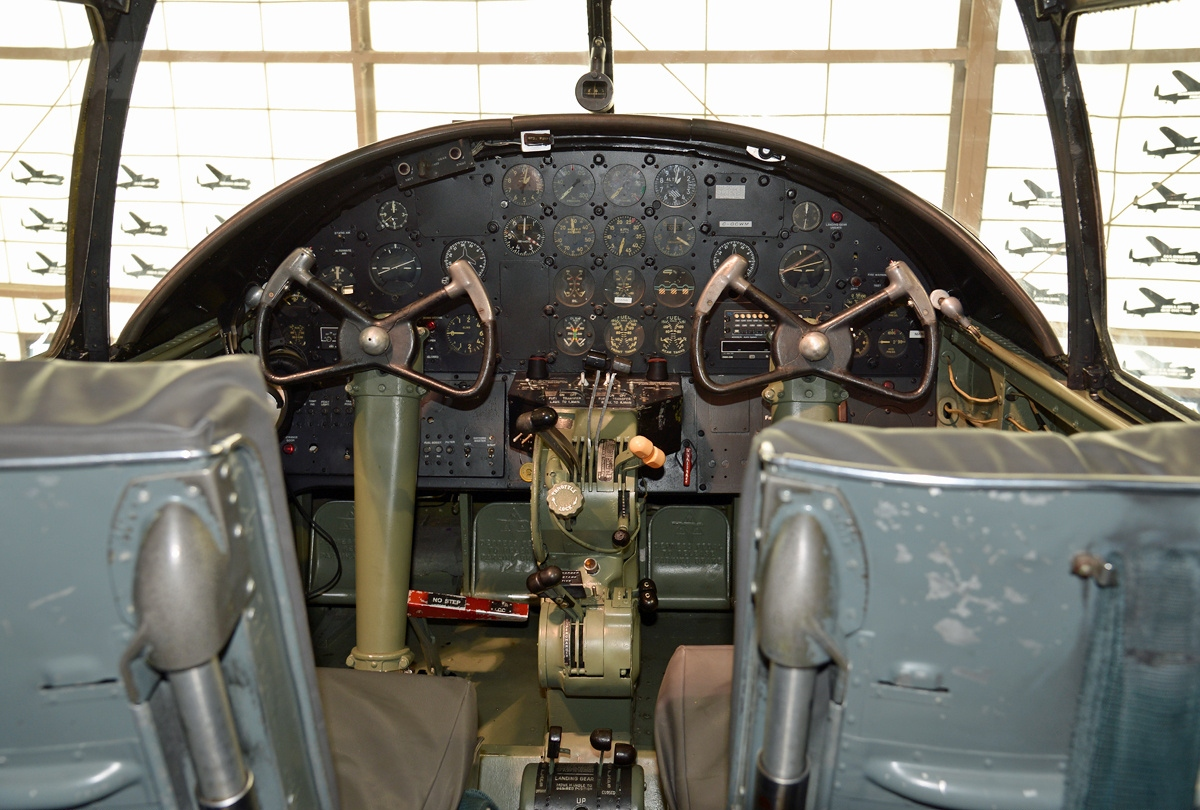
Cockpit einer North American B-25J Mitchell

B-25
24 gebaut, die ersten neun Flugzeuge besaßen Tragflächen mit einer durchgehenden V-Stellung vom Rumpf bis zu den Tragflächenspitzen. Bei den folgenden Maschinen wurden die Außenflügel waagerecht ausgerichtet, sodass ein leichter Knickflügel entstand. Die Richtungsstabilität konnte durch diese Modifikation, die nachträglich auch die ersten neun Flugzeuge erhielten, verbessert werden. Wright-R-2600-9-Motoren, Bau im Werk Inglewood, Kalifornien.
B-25A
40 gebaut. Version mit selbstdichtenden Tanks, Panzerung und einem modifizierten Heckstand. Ab 1942 wurden sie als veraltet angesehen und als „RB-25A“ („R“ für „Restricted“) bezeichnet.
B-25B
120 gebaut. Version ohne Heckstand, dafür mit Drehtürmen auf und unter dem Rumpf. Obwohl der Turm unter dem Rumpf eingezogen werden konnte, verringerte sich die Geschwindigkeit um 48 km/h. 23 Maschinen wurden an die Royal Air Force als Mitchell Mk I geliefert. B-25B wurden beim „Doolittle Raid“ auf Tokio am 18. April 1942 eingesetzt.
B-25C
1.625 gebaut. Version mit Wright R-2600-13 Motoren, Enteisungsausrüstung und einer Kanzel für den Navigator. Die Bugbewaffnung wurde um ein bewegliches und ein starres 12,7-mm-MG verstärkt (RAF „Mitchell Mk II“).
TB-25C
Trainerversion der B-25C (ursprünglich als „AT-24C“ bezeichnet).
B-25D
2.290 gebaut, B-25C aus dem Werk Kansas City (Kansas).
TB-25D
Trainerversion der B-25D (ursprünglich als „AT-24A“ bezeichnet), 60 umgebaut.
XB-25E
Eine B-25C, die zu Tests einer Enteisungsanlage umgebaut wurde (Enteisung mittels der Motorabgase).
XB-25F-A
Eine B-25C, die zu Tests einer Enteisungsanlage umgebaut wurde (elektrische Enteisung).
XB-25G
Umbau einer B-25C mit verkleideter Nase und einer Bugbewaffnung von zwei starren 12,7-mm-MG und einer 75-mm-M4-Kanone.
B-25G
420 gebaut. Serienversion der XB-25G mit erhöhter Treibstoffzuladung und verbesserter Panzerung. Eine Maschine wurde zu Tests an die RAF abgegeben.
TB-25G
Trainerversion der B-25G (ursprünglich als „AT-24B“ bezeichnet).
B-25H
1.000 gebaut. Verbesserte B-25G mit vier 12,7-mm-MG im Bug und je zwei rechts und links des Rumpfes. Die M4-Kanone wurde durch die 75-mm-T13E1 ersetzt.
B-25J
4.318 gebaut. Ursprünglich B-25H mit verglaster Nase, oft aber auch mit 14 bis 18 starr nach vorne feuernden 12,7-mm-MG in verkleideter Nase. 316 an die RAF als Mitchell Mk III.
TB-25J
Trainerversion der B-25J (ursprünglich als „AT-24D“ bezeichnet).
CB-25J
Als Transporter umgebaute B-25J.
VB-25J
Als VIP-Transporter umgebaute B-25J.
TB-25K
Trainerversion der B-25J mit Hughes-E1-Radar, 117 umgebaut.
TB-25L
Trainerversion der B-25J, 90 umgebaut.
TB-25M
Trainerversion der B-25J mit Hughes-E5-Radar, 40 umgebaut.
TB-25N
Trainerversion der B-25J, 47 umgebaut.
F-10
Umbau von 10 B-25D zu Aufklärungsflugzeugen. Ab 1948 als RB-25D („R“ für „Reconnaissance“) bezeichnet.

### U.S. Navy

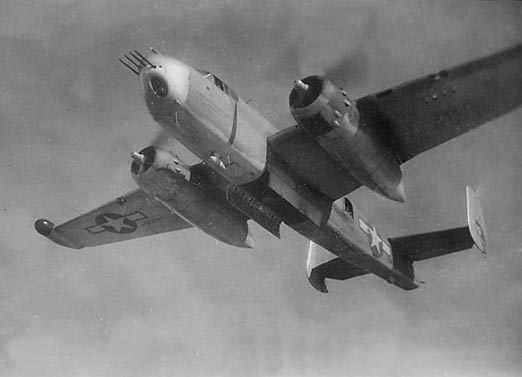
PBJ-1H der Staffel VMB-613 des U.S. Marine Corps

PBJ-1C
B-25C mit Radar, 50 umgebaut.
PBJ-1D
B-25D, Heckstand mit nur einem 12,7-mm-MG sowie einer 75-mm-Kanone T13E1 im Bug, oft mit Radar ausgerüstet. 152 umgebaut.
PBJ-1G
B-25G, eine von der U.S. Navy übernommen.
PBJ-1H
B-25H der U.S. Navy, oft mit Radar ausgerüstet. 248 von der U.S. Navy übernommen. Eine wurde für Katapultstarts ausgerüstet und vom Flugzeugträger Shangri-La gestartet.
PBJ-1J
B-25H der U.S. Navy mit verbesserter Funkausrüstung, oft mit Radar ausgerüstet. 255 umgebaut.

## Produktion
| Hersteller                | Typ   | 1941 | 1942 | 1943 | 1944 | 1945 | Summe |
| ------------------------- | ----- | ---- | ---- | ---- | ---- | ---- | ----- |
| North American, Inglewood | B-25  | 24   |      |      |      |      | 24    |
| North American, Inglewood | B-25A | 40   |      |      |      |      | 40    |
| North American, Inglewood | B-25B | 107  | 13   |      |      |      | 120   |
| North American, Inglewood | B-25C |      | 1106 | 514  |      |      | 1620  |
| North American, Kansas    | B-25D |      | 435  | 1701 | 154  |      | 2290  |
| North American, Inglewood | B-25G |      |      | 405  |      |      | 405   |
| North American, Inglewood | B-25H |      |      | 334  | 666  |      | 1000  |
| North American, Kansas    | B-25J |      |      |      | 2858 | 1460 | 4318  |
| Summe                     |       | 171  | 1554 | 2954 | 3678 | 1460 | 9817  |

Am 30. Juni 1956 waren folgende Umbauten im Bestand der USAF: Aus Version D: 2 RB-25D, 1 TB-25D; aus der Version J: 5 VB-25J, 32 VB-25N, 123 TB-25J, 90 TB-25K, 79 TB-25L, 35 TB-25M, 603 TB-25N.

## Nutzer

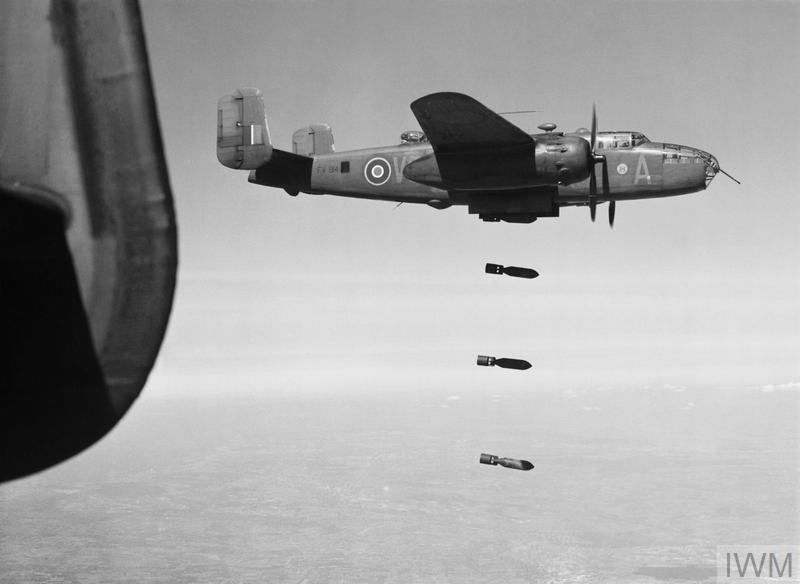
Mitchell Mk III der Royal Air Force

Während die United States Navy und das United States Marine Corps die PBJ nach dem Zweiten Weltkrieg nur noch bis 1948 zu Testzwecken einsetzten, nutzte die U.S. Air Force die B-25 bis 1959, vor allem als Trainingsflugzeug.
Neben den US-Streitkräften war Großbritannien der größte Nutzer, der im Rahmen des Leih- und Pachtgesetzes 910 B-25 erhielt. Innerhalb der RAF flogen auch eine aus Niederländern, eine aus Polen und eine aus Franzosen bestehende Staffel die B-25.
Ebenfalls als Folge der Lend-Lease-Vereinbarung erhielt die Sowjetunion ab Oktober 1941 insgesamt 870 B-25 der Versionen B, C und J. Die Flugzeuge wurden auf dem Seeweg und den Persischen Korridor transportiert oder direkt über die Alaska-Sibirien-Route (ALSIB) eingeflogen. Einige dieser B-25 wurden noch bis weit in die 1950er-Jahre hinein genutzt. Die NATO vergab für die Mitchell deshalb den Codenamen „Bank“. Einige Flugzeuge wurden als Testträger für Strahltriebwerke, Starthilfsraketen und das Rettungssystem der OKB-2 346 genutzt.
Die Niederlande bestellten am 30. Juni 1941 für Niederländisch-Indien 162 B-25C, von denen die ersten jedoch die Niederländischen Streitkräfte vor deren Kapitulation im März 1942 nicht mehr erreichten. 1942 bis 1945 wurden dann 150 B-25C/D/J geliefert, die von Australien aus eingesetzt wurden. Einige waren bis 1950 im indonesischen Unabhängigkeitskrieg im Einsatz und wurden 1950 an die indonesischen Streitkräfte übergeben. Diese setzten sie bis 1979 ein. Die niederländische 320 Sqn. der RAF in Europa flog die Mitchell von 1943 bis 1951.
Australien erhielt 1944/45 30 B-25D und 20 B-25J, die bis November 1945 von der No. 2 Squadron RAAF eingesetzt wurden. 1950 wurden die meisten Maschinen verschrottet.
Kanada erhielt 1944 eine Mitchell Mk I, 42 Mk II und 19 Mk III von der RAF. 1951 wurden weitere 75 B-25J beschafft, die bis 1960 vor allem für Transportaufgaben eingesetzt wurden.
Die nationalchinesischen Streitkräfte erhielten während des Zweiten Weltkrieges im Rahmen des Leih- und Pachtgesetzes 100 B-25C/D und 131 B-25J, die auch im darauf folgenden Bürgerkrieg eingesetzt wurden. Viele wurden 1948 nach Taiwan überführt, einige aber auch von den Streitkräften der Volksrepublik China eingesetzt.
Die Streitkräfte des Freien Frankreichs erhielten etwa 21 B-25, mit denen die No. 342 Squadron der RAF gebildet wurde. 1944/45 wurde daraus die GB I/20 Lorraine der französischen Luftstreitkräfte, die bis 1947 eingesetzt wurden.
Brasilien erhielt im Rahmen des Leih- und Pachtgesetzes sieben B-25B, eine B-25C und 32 B-25J, die zu Patrouillen über dem Atlantik eingesetzt wurden. 1946/47 erhielt Brasilien weitere 64 B-25J, die letzten wurden 1970 ausgemustert.
Ab 1947 lieferten die USA im Rahmen des „Military Assistance Program“ die B-25 an sieben lateinamerikanische Staaten, um deren Streitkräfte zu verstärken. Folgende Lieferungen sind bekannt:
- Bolivien: 13 B-25J, die bis 1979 flogen.
- Chile: zwölf B-25J, die bis 1954 bei der Grupo de Bombardeo Mediano No 8 in Quintero flogen.
- Dominikanische Republik: zwei B-25H und drei B-25J
- Kolumbien: drei B-25J, die bis 1957 flogen.
- Mexiko: drei B-25J, die bis in die 1960er-Jahre eingesetzt wurden.
- Uruguay erhielt in den frühen 1950er-Jahren 14 B-25J und eine B-25H.
- 1947 bis 1957 erhielt Venezuela 30 B-25H/J und kaufte neun B-25 von Kanada. Sie wurden bis 1971 unter anderem von den Escuadrones de Bombardeo 3, 7 und 40 eingesetzt.

Die Streitkräfte Biafras setzten noch 1967 zwei B-25 im Biafra-Krieg ein.

## Technische Daten

North American B-25 Mitchell

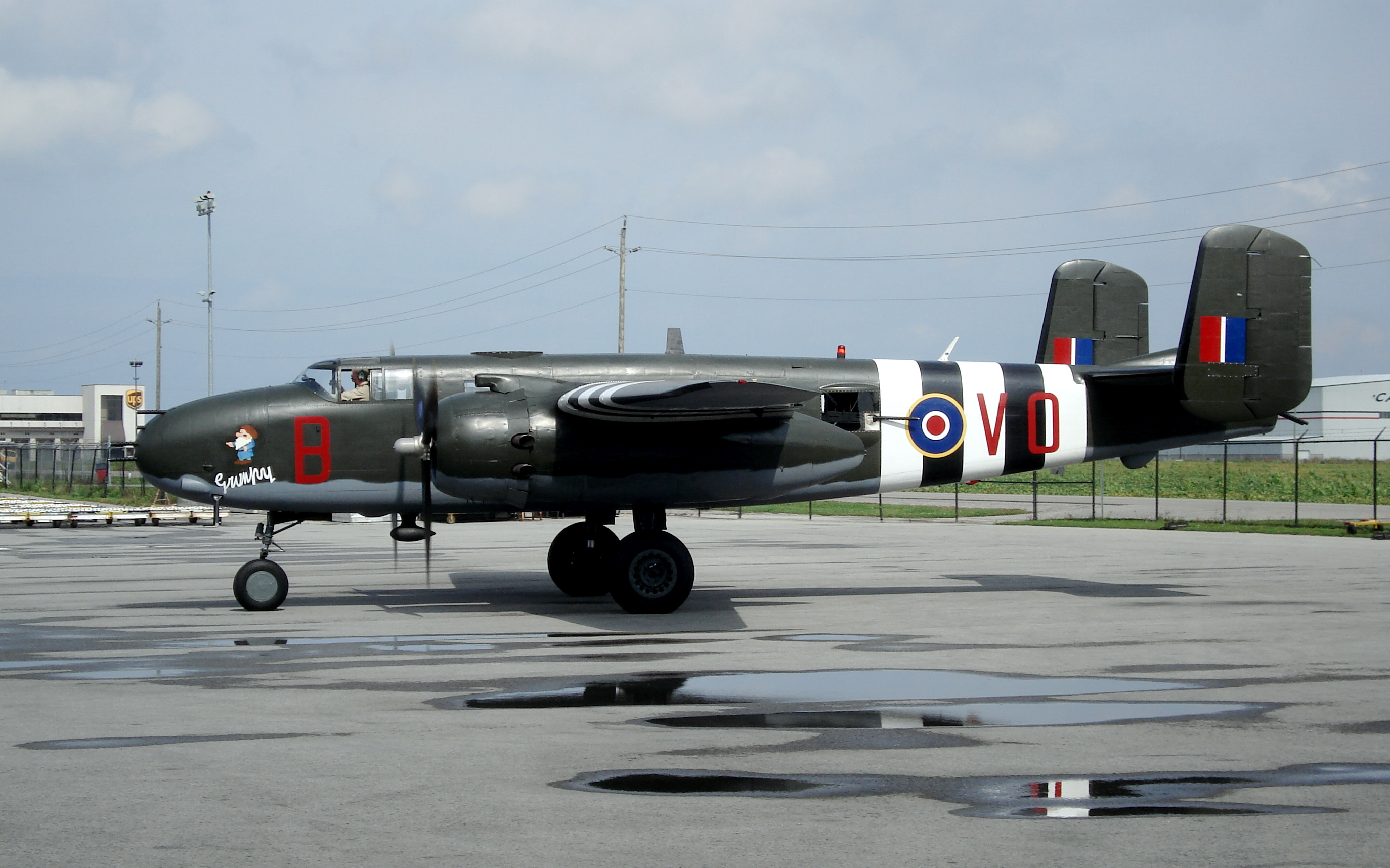
Erhaltene B-25J (mit verkleideter Nase) des Canadian Warplane Heritage Museum

| Kenngröße             | Daten (B-25J) |
| --------------------- | --- |
| Besatzung             | 6 (1 Pilot, 1 Copilot, 1 Navigator/Bombenschütze, 1 Turmschütze/Ingenieur, 1 Funker/Bugschütze, 1 Heckschütze)    |
| Spannweite            | 21 m |
| Länge                 | 16,5 m |
| Höhe                  | 4,8 m |
| Leermasse             | 9.580 kg |
| max. Startmasse       | 19.000 kg |
| Antrieb               | zwei Sternmotoren Wright Cyclone mit je 1.850 PS (1.361 kW)                                                       |
| Höchstgeschwindigkeit | 455 km/h |
| Dienstgipfelhöhe      | 6.500 Meter |
| Reichweite            | 2.173 km |
| Bewaffnung            | 4–8 12,7-mm-MG als Abwehrbewaffnung 8 vorwärtsfeuernde 12,7-mm-MG 1.800 kg (3.968 lb) Waffenlast (Bomben/Raketen) |

## Sonstiges
- Die B-25H 43-4643, Luftfahrzeugkennzeichen N1203, wurde nach dem Zweiten Weltkrieg vom Stuntpiloten, Regisseur und Produzent Paul Mantz erworben und im April 1954 mit einer modifizierten B-25J-Nase versehen, die Cinerama-Luftaufnahmen ermöglichte, was dem Flugzeug ein ungewöhnliches Aussehen verschaffte[5]. Dieses Flugzeug war weltweit bei verschiedenen Filmprojekten im Einsatz, darunter beim Film Lindbergh – Mein Flug über den Ozean (Originaltitel: The Spirit of St. Louis) oder dem Dokumentarfilm Seven Wonders of the World. Aufgrund des weltweiten Einsatzes befand sich auf der linken Seite unter dem Cockpit eine Weltkarte mit den Wappen der Länder, wo mit diesem Flugzeug Luftaufnahmen gedreht wurden. 1961 gründeten Paul Mantz und Frank Tallman die Tallmantz Aviation, die vom heutigen John Wayne Airport im Orange County aus für die Filmindustrie Flugzeuge, Flugaufnahmen und Stuntpiloten anbot. Nach den Filmaufnahmen für Catch-22 – Der böse Trick (Originaltitel: Catch-22) wurde die B-25H 43-4643 N1203 1971 aufgrund der hohen Flugleistung durch die B-25N 44-30493, Luftfahrzeugkennzeichen N9451Z, ersetzt[5]. Die beiden Flugzeuge wechselten ihre Nasen. 1975 verkaufte die Tallmantz Aviation die B-25H 43-4643 N1203. Die Maschine erlebte vom März 1976 bis im Juli 1976 drei weitere, sehr kurzfristige Besitzerwechsel, wobei der letzte von der FAA nicht registriert wurde. Kurz darauf geriet sie aufgrund von beobachteten Drogentransporten auf die Liste der Drogenfahnder der DEA. Bei der letzten Beobachtung am Van Nuys Airport war die Maschine immer noch in den Farben der Tallmantz Aviation gehalten, jedoch mit „Talisman Aviation“ beschriftet. Am 4. September 1976 stürzte die B-25H 43-4643 N1203 in der Nähe von Santa Marta, Kolumbien aus unbekannten Gründen ab[5].
- Für den Spielfilm Catch-22 – Der böse Trick (Originaltitel: Catch-22) von 1970 beschaffte die Firma Tallmantz Aviation 18 flugfähige B-25, 17 in den USA, eine Maschine in Mexiko. Im Film sieht man diese B-25 aus der Nähe von einer Mittelmeerinsel starten und landen. Bei diesem Film wurde die B-25N 44-30493 N9451Z mit der Grafik des Elefanten Dumbo versehen und kam als Flugzeug des Capitan Yossarian (gespielt von Alan Arkin) zum Einsatz. Nach den Dreharbeiten wurden die „Dumbo“-Grafiken wieder entfernt. Während die weiteren B-25 des Films nach den Dreharbeiten wieder verkauft wurden, verblieb die B-25N 44-30493 N9451Z bei der Tallmantz Aviation.
- Diese B-25N 44-30493 N9451Z erhielt 1971 die Cinerama-Nase von der B-25H 43-4643 N1203. Speziell zu sehen ist die B-25N 44-30493 N9451Z mitsamt der ungewöhnlichen Cinerama-Nase in der Episode Das Geisterflugzeug der Fernsehserie Ein Colt für alle Fälle (Originaltitel: The Fall Guy, Episode The Molly Sue; Staffel 2, Folge 18) von 1983. Für diese Aufnahmen wurde das Flugzeug mit dem Namen „Molly Sue“ versehen. Der Name wurde nach den Dreharbeiten ebenfalls wieder entfernt. 1986 wurde die B-25N 44-30493 N9451Z zur Malmstrom AFB, Great Falls, Montana, geflogen. Die Cinerama-Nase wurde anschließend durch eine massive Geschütznase einer B-25H ersetzt und das Flugzeug erhielt einen olivgrün/grauen USAAF Anstrich[6]. Die Maschine ist seither Teil der Ausstellung des öffentlich zugänglichen Malmstrom Museum and Air Park bei der Malmstrom AFB in Great Falls, Montana[7]. Die B-25J Cinerama-Nase befindet sich heute im Tennessee Air Museum, Sevierville, Tennessee.